# Šauška

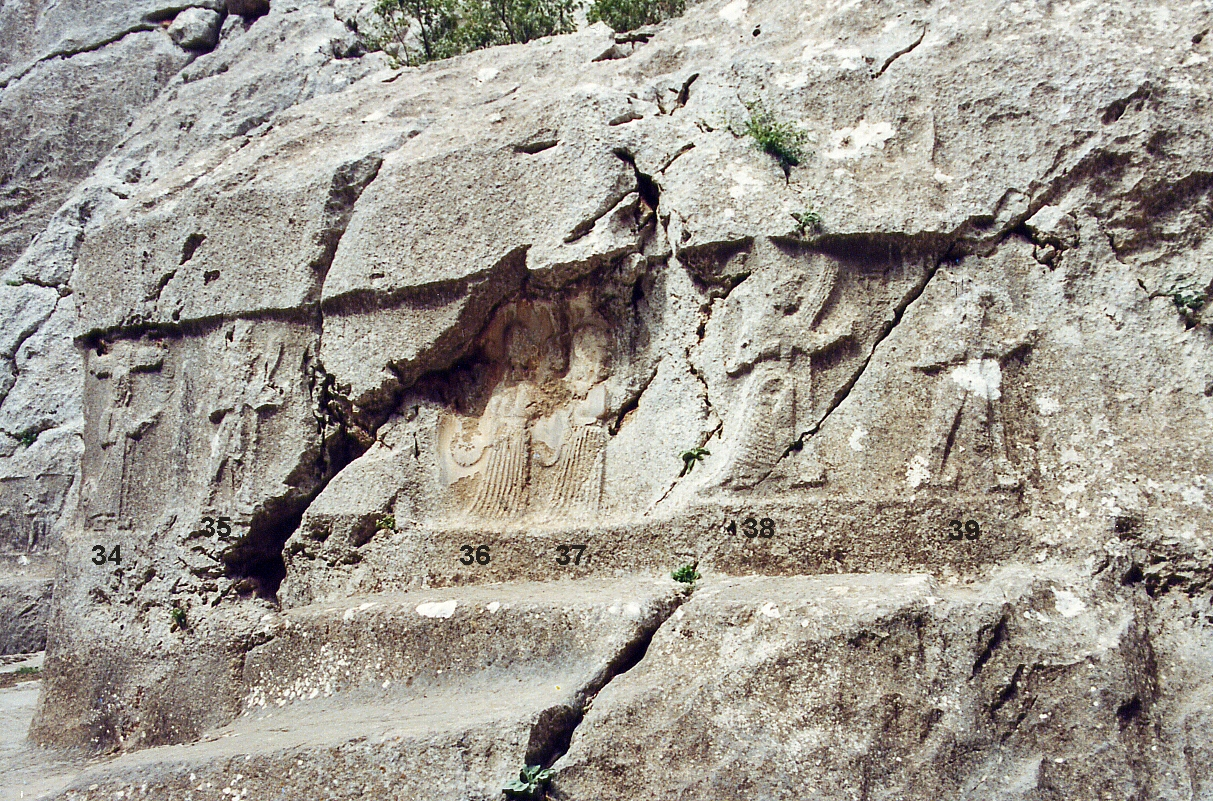
Die geflügelte Šauška mit ihren beiden Dienerinnen Ninatta und Kulitta im Felsheiligtum Yazılıkaya.

Šauška (auch Šawušga, älter Šauša; in Ugarit: ṯuṯk) ist in der hurritischen Religion die Göttin der sexuellen Liebe und des Krieges. Auch heilende Kräfte werden ihr zugeschrieben. 
Tušratta beschreibt sie als Herrin von Mittani und als Königin der hohen Himmel. In Nuzi wurde Šauška und Teššub ein Doppeltempel geweiht. In Sumer war Ištar die Schwester des Wettergottes, es ist aber unklar, ob sich das auf Mittani übertragen lässt. Ninatta und Kulitta gelten als die Dienerinnen Šauškas.

## Šauška in anderen Ländern
In Kizzuwatna wurde eine schwarze Šauška verehrt. Sie war die Schwester Teššubs.

## Sumer
Die Verehrung von Šauška in Sumer ist seit der Ur-III-Zeit belegt. Tiamat-baštip, die Tochter Tišatals, des Herrschers von Urkeš und Königs von Karaḫar, eine Nebenfrau des Šu-šu'en, brachte der Šauška nach Urkunden aus Drēḥim Opfer dar.

### Hethiter
Im hethitischen Pantheon hatte Šauška auch männliche Attribute und wurde zum Beispiel in der Götterprozession in Yazılıkaya unter den männlichen Gottheiten dargestellt (38), begleitet von ihren Dienerinnen Ninatta und Kulitta. Šauška konnte Gotteslästerer und Eidbrecher durch eine Geschlechtsumwandlung bestrafen, wie auch die griechische Aphrodite (Teiresias). In hethitischen Texten werden der Šauška Šintal-wuri, Šintal-irti und Šintal-taturkani beigesellt, deren hurritische Namen sich alle auf die Zahl Sieben beziehen.

### Assyrer
Noch in sargonidischer Zeit war die Ištar von Ninive auch als Šauška bekannt.

## Verwandte Gottheiten
Šauška wird oft mit der akkadischen/assyrischen Ištar gleichgesetzt und als Ištar von Subartu bezeichnet.
In Nordsyrien wurde Šauška teils mit Išḫara gleichgesetzt, in Ugarit mit Astarte. Die in der hethitischen Stadt Šamuḫa verehrten Göttinnen Pirinkir und „Göttin der Nacht“ gelten als astrale Aspekte des Šauška-Ištar.